# Orquestra Simfònica de Beijing
L'Orquestra Simfònica de Beijing (en xinès simplicat: 北京交响乐团), va ser fundada el 1977 a Pequín, Xina, pel mestre Li Delun. És una de les orquestres més conegudes de la Xina. El seu director titular és Tan LiHua.
Aquesta orquestra ha fet les primeres interpretacions escoltades a la Xina de les Simfonia núm. 6 en re major, i la núm. 7 en re menor, de Dvořák així com la Simfonia núm. 5 en re major de Bruckner. També ha estrenat obres de compositors xinesos com Wang Xilin, Bao Yuankai, Huang Anlun, i Xu Zhenmin. Han col·laborat amb l'orquestra directors com Evgeny Svetlanov, Jean Perisson, Herbert Zipper, Ronald Schweitzer, David Porcelijn, Hans Herbert Joris, i cantants com Josep Carreras, Andrea Bocelli i Sarah Brightman. Entre els directors xinesos destaquen a més de Li Delun, Huang Feili, Huang Xiaotong, Yan Liangkun, Han Zhongjie, Choo Hoey, Chen Xieyang, Xu Xin, Tang Muhai, Chen Zuohuang, Shui Lan i Shao En.
Entre els solistes, cal citar:
- els pianistes Làzar Bérman, Vladimir Ovchinnikov, Fu Cong, Liu Shikun, Yin Chengzong, Hsu Fei-ping, i Kong Xiangdong, Li Yun Di;
- Els violinistes Jean Mouilere, A. Tellefsen, Vadim Rabin, Sarah Chang, Cho-Liang Lin, Takako Nishizaki, Xue Wei, Lu Siqing, Huang Bin, Chen Xi, i Huang Meng La;
- i l'especialista en música electrònica, Jean Michel Jarre.

L'orquestra ha realitzat gires en diverses ocasions (2001, 2003 i 2006) per Europa (Alemanya, Àustria, Croàcia) i Corea. Un dels esdeveniments més divulgats en els quals ha participat és un espectacle sobre la història i la cultura xinesa realitzat el 1996 a la Gran Muralla Xinesa i que va ser retransmès per tot el món via satèl·lit.